# Быковский, Илья Валерьевич
Илья Валерьевич Быковский (род. 16 февраля 2001, Люберцы, Московская область, Россия) — российский футболист, защитник клуба «Ленинградец».

## Карьера

### Клубная
Воспитанник академии московского «Спартака». В 2019 году выступал за молодёжный состав тульского «Арсенала». В 2020 году покинул клуб и перешёл в «Урал», выступая за фарм-клуб. В Премьер-лиге дебютировал 29 июля 2022 года в матче против «Краснодара» (1:3). В сезоне 2023/24 защищал цвета тульского «Арсенала». Летом 2024 года пополнил ряды клуба «Ленинградец».

### В сборной
В 2018—2020 годах выступал в составе юношеских сборных России до 18 и 19 лет.